# Masfut
Masfut (arabisch مصفوت, DMG Maṣfūt, auch englisch Masfoot oder französisch Masfout) ist neben Manama die größere der beiden Exklaven des Emirats Adschman, des kleinsten Emirats der Vereinigten Arabischen Emirate. Sie liegt, 94 km südöstlich von Adschman selbst, südlich von Ra’s al-Chaima und zusammen mit der östlich gelegenen Exklave Hatta des Emirats Dubai in einem Gebiet, das im Osten, Süden und Westen vom Oman umschlossen wird. Umgeben wird Masfut vom Hadschar-Gebirge.
Zum Zensus 2017 hatte die Stadt eine Bevölkerung von 8988 auf einer Fläche von 86,59 km², was einer Bevölkerungsdichte von 103,8 Einwohnern pro km² entspricht.
Masfut liegt in einer armen Gegend, die von der Landwirtschaft geprägt ist. Die Bevölkerung bestand 2012 aus 6000 Menschen, von denen 90 % Beduinen waren und der Rest Gastarbeiter. Im Jahr 2013 wurde jedoch beschlossen, Masfut bis zum Jahr 2030 zu einer Tourismusstadt auszubauen. Es soll nun ein Krankenhaus, Banken, Bürogebäude, eine Schlachterei, Märkte, Schulen und Industrieanlagen mit Leicht- und Schwerindustrie neu geschaffen werden, um die Stadt zu entwickeln, und Hotels und Sehenswürdigkeiten für die erhofften Touristen.
Sehenswürdigkeit in Masfut ist die Burg Masfut, das im 19. Jahrhundert errichtet wurde und der Abwehr omanischer Banditen diente. Im Jahr 1947 wurde es von Emir Raschid III. erneuert.
Aus Masfut kommt der Fußballverein Masfut CSC, der aktuell in der zweiten Liga des Landes, der UAE Division One spielt.